# Malaitabrillenvogel
Der Malaitabrillenvogel (Zosterops stresemanni) ist eine wenig erforschte Vogelart aus der Familie der Brillenvögel. Er ist endemisch auf der Salomonen-Insel Malaita. Das Art-Epitheton ehrt den deutschen Ornithologen Erwin Stresemann.

## Merkmale
Der Malaita-Brillenvogel erreicht eine Größe von 13,5 Zentimetern. Vom Männchen sind Gewichtsangaben bis 22,2 Gramm bekannt und vom Weibchen Gewichtsangaben bis 21,7 Gramm. Der Oberkopf, die Kopfseiten und die Oberseite sind olivgrün. Der Scheitel ist geringfügig graubraun verwaschen. Ein Augenring ist nicht vorhanden. Die Zügel sind aschgrau. Der dunkle Bereich um die Augen ist unbefiedert. Die Handschwingen und Steuerfedern sind schwärzlich-braun mit breiten schwefelgelben Rändern. Kehle, Brust und Flanken sind hell olivgrün mit einer schwachen gelblichen Bänderung. Bauch und Unterschwanzdecken sind gelb. Die Iris ist hellbraun. Der Oberschnabel ist gräulich, der Unterschnabel stumpf orange mit einer gräulichen Spitze. Die Beine sind grünlich-grau.  Die Geschlechter sehen gleich aus. Juvenile Vögel sind bisher unbeschrieben. Sein Gesang ist sehr melodiös und drosselähnlich.

## Lebensraum
Der Malaita-Brillenvogel bewohnt Primär- und Sekundärwälder sowie Buschland und Gärten von Meereshöhe bis in Höhenlagen von 1.100 Meter.

## Lebensweise
Über seine Lebensweise liegen keine Informationen vor.

## Status
Über den Bestand gibt es keine Informationen. Mitte der 1940er-Jahre war er anscheinend von der Küste bis in die Berge weit verbreitet. Während Erhebungen zwischen 1990 und 2004 wurde er als selten in der Küstenebene und ziemlich häufig im Inland in der Umgebung von Auki beschrieben. Die IUCN stuft ihn als „nicht gefährdet“ ein.